# Адзума Тійоносуке
Адзума Тійоносуке (яп. 東千代之介, あずま ちよのすけ 19 серпня 1926 — 9 листопада 2000, Токіо) — японський актор кіно і телебачення, а також хореограф, іемото (глава) школи мистецтва ніхон буйо Вакана-рю

## Біографія
Такаюкі Вакавада, що здобув пізніше популярність як Адзума Тійоносуке, народився в сім'ї музиканта кабукі, виконавця жанру нагаута, відомого як Кінея Ясабуро VI.
Здобувши вищу освіту в коледжі Аґебосі Ґакуен при Токійському університеті мистецтв, у 1954 році під псевдонімом Адзума Тійоносуке став, поряд з Ітікавою Райдзо VIII, Окавою Хасідзо II та Накамурою Кинносуке, однією із зірок жанру дзідайґекі в новоствореній студії «Toei».
Володіючи цікавою зовнішністю — не настільки витонченою, як у багатьох вихідців з кабукі, і водночас не насичено брутальною, як у деяких інших акторів (наприклад, Томісабуро Вакаяма і Рютаро Отомо), з дещо жовчним або втомленим виразом обличчя, Адзума дуже швидко отримує перші серйозні ролі і завойовує глядацькі симпатії, однак через якийсь час переходить у лідери «другого плану». До цього періоду його кар'єри відноситься, зокрема, півтори дюжини фільмів, де він грав разом із Місорою Хібарі.
На початку 1960-х років студія «Toei» починає переносити акценти з музично-історичних фільмів на брутальніші жанри, зменшуючи попит на акторів дзідайґекі 1950-х років, і в 1965 році актор, як і ряд його колег, переходить на телебачення. Та ж зовнішність, некласична для широкоекранного дзідайґекі, справляє тепер для нього гарну службу, дозволяючи не замикатися в рамках одного жанру, а отримати також популярність у фантастичних серіалах токусацу, телешоу тощо. Крім цього, Адзума присвячує себе викладанню японського танцю, виховавши багатьох учнів і досягнувши рангу іемото (глави школи), а також ще кілька разів грає на великому екрані, останній раз — за два роки до смерті, в 72-річному віці.
Незадовго до того, як покинути «Toei», актор одружується з акторкою Какуко Тіно, колишньою актрисою театральної групи «Такарадзука Каґекідан», що прийшла на студію практично одночасно з Адзумою і разом з чоловіком пішла з неї. У 1967 році в пари народжується перший син, що став згодом актором Такафумі Вакана. У 1985 році в актора народжується дочка, а ще шість років по тому, залишись вдівцем і знову одружившись, він у 66-річному віці стає батьком і другого сина.
Актор помер у 2000 році (у віці 74 років) від серцевої і ниркової недостатності.

## Фільмографія
За свою кар'єру Адзума Тійоносуке знявся приблизно в 160 кінофільмах (з яких 74 належали до серій різної тривалості), а також у 19 телесеріалах і декількох телешоу. У ряді фільмів актор грав по дві ролі. Більшість ролей належить до жанру дзідайґекі (японської історичної драми), однак Адзума знімався і в ролях сучасної тематики, аж до фантастичного жанру токусацу.
Серед ролей актора є засновані на реальних історичних особистостях, у тому числі ряд сьоґунів роду Токуґава, а також декілька відомих в історії Японії самураїв.

## Нагороди
- 1996 — приз Асоціації кінокритиків Японії «Золота слава» (ゴールデン・グローリー賞, Gōruden gurōrī-shō).

## Пам'ять

### Книги
- «Адзума Тійоносуке — Золоте століття тямбара студії Тоей» (яп. 東千代之介―東映チャンバラ黄金時代)[2]

### Документальні фільми
- 1981 — Chambara graffiti: Kill! (яп. ちゃんばら グラフィティー 斬る!)